# Lady Une
Lady Une es un personaje ficticio de la serie japonesa de anime, Gundam Wing. Es una diplomática, política y militar que ejerce como una importante miembro de OZ, siendo la mano derecha del poderoso líder de dicha organización Treize Khushrenada y una de las principales antagonistas en la serie.

Lady Une es coronel de OZ, extremadamente eficiente en su desempeño. No teme aniquilar ni destruir a cualquiera se interponga ens u camino. Es agresiva y decidida al ejecutar sus órdenes y no tolera fallas por parte de sus subordinados, e inclusive, tampoco por parte suya. Es por estas cualidades que es la asistente de Treize Khushrenada, teniendo a causa de ello, una jerarquía superior a la de todos los demás oficiales. Igualmente posee una admiración y lealtad absoluta para con su superior, y profesa sentimientos por él, los cuales ella considera no correspondidos, hasta el final de la serie, cuando el propio Treize reconoce que ella es su interés amoroso.

Lady Une, además posee dos personalidades; una es sádica y despiadada, la otra es diplomática e inclinada a la negociación. Su nombre, irónicamente, es una contradicción de este hecho, dado que en francés significa "una".

## Personalidad
De personalidad dominante Lady Une es fría, arrogante y cruel. Ella no parece compartir la creencia de Treize en el honor o la caballería y utiliza cualquier método a su disposición, no importa cuán cuestionable sea, con tal de cumplir su misión.  A lady Une no le importan los sacrificios de sus subordinados, y no tolera el fracaso,  además destruye sin remordimientos a cualquiera que le impida llevar a cabo su cometido. Posee característica tanto de un comandante militar como de un asesino, Lady Une es aparentemente insensible y no tiene reparos en matar con el fin de cumplir con los pedidos de Treize. Lady Une, no obstante, reconoce la eficiencia del valor y recompensar a los subordinados que se destacan en la realización de los planes de OaZ y que poseen talento. Esta característica pueden verse en su voluntad de contratar y utilizar a Trowa Barton, a pesar de las dudas de otros, incluyendo a su ex hombre de confianza Nichol. 
Lady Une sin embargo desarrolla una segunda personalidad que es harina de otro costal.  Esta es creyente comprometido del pacifismo y el trabajo conjunto con otros para construir un futuro mejor, y como resultado a menudo se oponen a los intereses de su otra personalidad y de Treize sobre asuntos como la guerra y la construcción de los Mobille Dolls. Tras salir de su estado de coma, causado por el disparo que le hizo el jefe de los ingenieros, Tsuvaróv, por oponérsele, entra en escena una Lady Une, que combina lo mejor de ambas personalidades: la capacidad militar de la coronel Lady Une en unidad con la creencia pacífica de la embajadora Lady Une que cree en la humanidad y la diplomacia. Increíblemente hay un rasgo común en todas las personalidades de Lady Une, todas aman a Treize Khushrenada y hacen lo posible por agradarle, de hecho el propio Treize asumió la culpa de su doble personalidad, al afirmar durante la serie que ella desarrolló ese problema por su culpa.

## Historia
Lady Une comienza desde temprano en la serie como ayudante y mano derecha de Treize, es casi obvio que ella está locamente enamorada de él. Bajo las órdenes de Treize, Une, asesina al viceministro de Relaciones Exteriores Darlian, que había estado trabajando por la paz con las colonias, utilizando una bomba disfrazada de kit de maquillaje. Luego trata de matar a su hija adoptiva, Relena Peacecraft , quien fue el único testigo del asesinato, sin embargo, es detenida por Treize, quien dio esa orden como un favor al hermano de Relena, Zechs Merquise. 
Posteriormente Lady Une asistió con Treize a la reunión en la base Edwars de los miembros de la Alianza, donde Heero Yuy, creyendo que destruía al alto mando de Oz, acabó con la vida de todos los miembros de la Alianza que buscaban llegar a las negociaciones de paz, tal como Treize lo había planeado. A raíz del equivocado asalto de Heero Yuy sobre la conferencia, Une y Treize manipulan al único sobreviviente, el General Septum da una declaración contra las colonias vía televisión. Luego de esto, ella, arroja a Septum del avión y le dispara, siendo esta la eliminación del último oficial de alto mando que se podía oponer entre Treize y el control de la Alianza. 
Los pilotos Gundam se ven obligados entonces a cambiar sus planes.  Furiosos por la manipulación de Treize hacia ellos, Wufei Chang sigue a Treize para enfrentarlo.  Decidida a salvar a su jefe, Lady Une se enfrenta a Wufei en un Leo modificado. Mientras que ella consigue sorprenderlo y ponerla en una posición ventajosa, su máquina, en última instancia, no puede competir con la alta tecnología del Gundam de Wufei y ella es derrotada, sin embargo ve sorprendida como su superior, Treize, le permite a Wufei enfrentarse a él en un duelo. Magnánimo en la victoria, Treize le perdona la vida a Wufei, cuando Une le pregunta por qué,  él le responde que espera tener otro enfrentamiento con Wufei, esta vez usando los Mobille Suits. 
Tras el ataque de Wufei al barco de Treize, Une se hace a la cabeza de las fuerzas de OZ designadas para la exterminación de los Gundam, un trabajo al que se lanza con su dedicación habitual. Impulsada por el odio a los pilotos de los Gundam, y su lealtad a Treize, Une persigue sin descanso a los cinco jóvenes, haciendoi todo lo posible para capturarlos.  Finalmente los métodos de captura usados en una trampa en Siberia,  pondrán a los Gundams en una difícil situación, cuando Une, demuestra la brutalidad de la que es famosa, utiliz ando satélites OZ de misiles para amenazar a las colonias de origen de los pilotos si no se rendían. Esto lleva a que el Doctor J, le ordene a Heero que se rinda pero que no entregara el Gundam,  ante lo cual Heero destruye su Mobille Suit Gundam y por poco muere en su irntento de suicidio, en medio de la confusión a raíz de su auto-detonación, los demás pilotos Gundams se retiran y Quatre huye junto Heero. 
Posteriormente mientras asistía a una reunión en nombre de Treize, Une sobrevive a un atentado contra su vida, realizado por Relena en venganza de la muerte de su padre, la chica apenas se escapa ante los soldados de Une. Este incidente, junto con sus acciones en Siberia, causa que Treize critique a su subordinada por su falta de sutileza. La decisión de darle un poco entrenamiento en el trabajo, le envía a las colonias como su embajador, diciéndole que demuestre el lado más femenino de su naturaleza. 
Devastada por la crítica Treize, la mente de Lady Une se fractura, la creación de dos versiones de sí misma que operan en la ignorancia de otros.  La nueva personalidad, es tranquila, serena y dispuesta a negociar. Ella se reúne con líderes coloniales, hace discursos apasionados sobre el pacifismo, y a diferencia del resto de Oz incluso está dispuesta a hablar con el Reino de Zanc permitiendo a su embajador, Milliardo Peacecraft, (que es secreto el antiguo amigo de Treize Zechs; Une no parece reconocerlo). Como el rostro público de OZ en el espacio, Une se abre camino y con el tiempo se gana la aceptación de parte de las colonias.  
Sin embargo detrás de las cámaras, la personalidad dominante de Lady Une, permanece intacta, sigue siendo la misma militarista que ha sido siempre. 
La detención de los cinco científicos diseñadores de los Gundam, es otra de las acciones que toma, obligándolos a construir el Mercurio y el Vayeate, un par de máquinas que pueden confrontar a los mismos Gundams. Al usar a un infiltrado Trowa Barton y el capturado Heero como pilotos de prueba, Une captura con éxito a Duo Maxwell y Wufei.
Estas victorias profesionales son tristemente empañadas por las crecientes dificultades personales, Une y su alter ego pacifista aumentan el conflicto entre sí. Una Lady Une firme creyente en la santidad de la vida humana, sale en apoyo del Ingeniero Jefe Tsubarov y su proyecto Mobille Dolls, las máquinas que pueden ser controladas a computadora, y las cuales Treize desprecia. 
Mientras tanto, en la Tierra, Treize comienza a pregutnarse si ella puede convertirse en una amenaza. Finalmente Lady Une salvada por Zechs(a petición de Treize) en una batalla y a partir de entonces reaparece la despiadada Lady Une. Volviendo a la base, Une encarcela a uno de sus subordinados a quien culpa de una acción independiente, demostrando que su vena media está lejos de haber desaparecido. 
Lady Une, se da cuenta de que ella está sufriendo de una personalidad dividida.  Por desgracia, los acontecimientos la han superado a ella. En la tierra, Treize renuncia a su puesto de Dictador gracias a su oposición al programa de Mobille Dolls de la Fundación Romefeller, mientras que en el espacio, un corrompido Quatre trata de destruir a las colonias con el Gundam Wing Zero .  A raíz del alboroto Quatre y Trowa aparente muerte tratando de detenerlo. Tsubarov desafía entonces a Une, disputándole el poder en el espacio,  a continuación, el ingeniero corta el suministro de aire a los pilotos restantes.  Mientras Une es capaz de salvarlos, ella recibe un tiro por Tsubarov y es puesta en estado de coma. 
Une pasa la mayor parte de la segunda mitad de la serie inconsciente. Luego tras la muerte de Tsubarov, el ascenso de Milliardo Peacecraft como el líder del movimiento Colmillo Blanco por las colonias y el escape de Treize de su arresto domiciliario así como su posterior toma del poder absoluto de la tierra, Une despierta del estado de coma y descucbre que Treize ya no está en la tierra, dado que ha viajado al espacio para luchar una guerra contra Comillo Blanco. 
Durante su recuperación, parece que sus dos personalidades se han fusionado, creando una nueva personalidad, que combina la reflexión pacífica de la embajadora Une, así como su aversión por la violencia, con la habilidad militar de Lady Une y su capacidad para hacer las cosas de forma planificada. 
De esta manera toma el antiguo Gundam de Heero y viaja al espacio, llegando justo a tiempo para salvar a Treize de un disparo del cañón de la Base Espacial Libra.  Treize suavemente la saca de los restos y los dos comparten un momento, antes de que él la ponga en su centro de mando, MO-II.

En MO-II, Une reanuda su antiguo puesto como la mano derecha de Treize, en esencia funciona como su jefe de gabinete. Dirige la batalla en contra de Colmillo Blanco, y es el único testigo-a través vía radio, del duelo entre Treize y Wufei, así como de la muerte del afamado Dictador.  Une, entonces, sugiere que ella era consciente de la intención de Treize que perder, así como de sus deseos de destruir todos los armamentos para lograr la paz.  
Muy pronto, en MO-II se recibe a Howard, Sally Po y Relena.  Une ofrece a Relena una pistola y le dice que con ella tiene una oportunidad de venganza por la muerte de su padre.  Sin embargo, Relena se negó, diciendo que deben poner fin a todas las guerras.  Por lo tanto, Une contacto con el exsoldado de OZ Lucrezia Noin para transmitir imágenes de la batalla entre Heero / Wing Zero y Zechs / Epyon.  El sentido mismo de esta batalla es motivo de las colonias para ir al total pacifismo y aceptar la rendición de la nación del mundo. La guerra terminó pronto cuando Libra fue destruida.

## Endless Waltz
Durante los OVAS, en los que la hija de Mariemaia Khushrenada trata de asumir el control de toda la tierra, en nombre de su padre, sin embargo tras que Dekim Barton  ( quien había herido a la heredera de Khusrenada), muriera a manos de un soldado fiel a Treize, Lady Une se dedica a cuidar a la hija de su antiguo superior.
- Datos: Q5968806